# ذي حميد (العدين)

تعديل مصدري - تعديل

ذي حميد محلة تابعة لقرية المكاربة، التابعة لعزلة الوادي بمديرية العدين إحدى مديريات محافظة إب في الجمهورية اليمنية.، بلغ تعداد سكانها 51 حسب تعداد اليمن لعام 2004.